# فيتالي سيفاستيانوف
فيتالي إيفانوفيتش سيفاستيانوف (بالروسية: Вита́лий Ива́нович Севастья́нов) (و. 1935 – 2010 م) هو مهندس، ورائد فضاء، وسياسي، ومخترع من الاتحاد السوفيتي. ولد في كراسنورالسك. تولى منصب عضو مجلس الدوما. وهو عضو في الحزب الشيوعي لروسيا الاتحادية، والحزب الشيوعي السوفيتي.
توفي في موسكو.

## ريادة الفضاء
شارك في المهمات الفضائية:
- Soyuz 9
- Soyuz 18.

## التعليم
تعلم في Moscow Aviation Institute (منذ 1953)

## جوائز
حصل على جوائز منها:
- جائزة الدولة السوفيتية
- Pilot-Cosmonaut of the USSR
- بطل الاتحاد السوفيتي
- وسام لينين
- Lenin Komsomol Prize.